# Leopold Mountbatten
Lord Leopold Artur Ludvík Mountbatten (21. května 1889 – 23. dubna 1922) byl důstojník britské armády, potomek hesenského knížecího rodu Battenbergů a britské královské rodiny. Byl vnukem královny Viktorie a od svého narození byl znám jako princ Leopold z Battenbergu až do roku 1917, kdy se britská královská rodina během první světové války vzdala svých německých titulů a rod Battenbergů si změnil jméno na Mountbatten.

## Původ

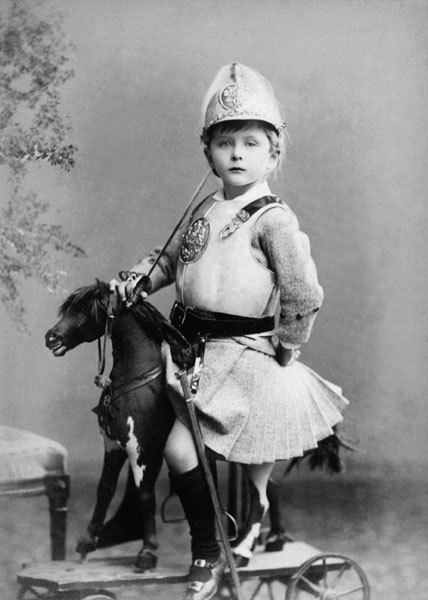
Princ Leopold z Battenbergu, 90. léta 19. století

Princ Leopold se narodil 21. května 1889. Jeho otcem byl princ Jindřich z Battenbergu, syn prince Alexandra Hesenského a Julie, princezny z Battenbergu. Jeho matkou byla britská princezna Beatrix, pátá dcera a nejmladší dítě královny Viktorie a prince Alberta.
Protože pocházel z morganatického manželství, převzal princ Jindřich z Battenbergu titul Princ z Battenbergu po své matce Julii von Hauke, která se po svatbě stala princeznou z Battenbergu.
Proto byl Leopold od narození titulován jako Jeho Jasnost princ Leopold z Battenbergu. Ve Spojeném království byl stylizován jako Jeho Výsost princ Leopold z Battenbergu na základě královského dekretu vydaného královnou Viktorií v roce 1886. 29. června 1889 byl pokřtěn v kapli svatého Jiří na hradě Windsor. Jeho kmotry byli Leopold II. Belgický (jeho bratranec z prvního kolena, zastoupený princem z Walesu, jeho strýcem z matčiny strany), vévoda z Connaughtu a Strathearnu (jeho strýc z matčiny strany, zastoupený princem Albertem Šlesvicko-Holštýnským, jeho bratrancem z prvního kolena), princ Ludvík z Battenbergu (jeho strýc z otcovy strany, zastoupený markýzem z Lorne, jeho strýcem z matčiny strany), markýza z Lorne (jeho teta z matčiny strany), vévodkyně z Albany (jeho teta z matčiny strany) a princezna Marie z Erbachu-Schönbergu (jeho teta z otcovy strany). Jeho otec zemřel v roce 1896 na malárii.
Leopold trpěl hemofilií, kterou zdědil po své matce. Jeho stejnojmenný strýc z matčiny strany, princ Leopold, vévoda z Albany, zemřel na stejnou chorobu.

## Vojenská kariéra

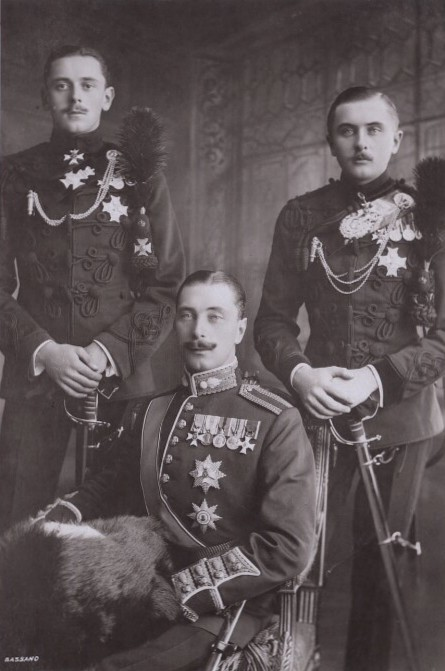
Princ Leopold z Battenbergu (vpravo) se svými bratry princem Alexandrem (uprostřed) a princem Mauricem (vlevo), 1914

Leopold byl 16. října 1909 jmenován poručíkem v 8. praporu Isle of Wight Rifles, jednotce Territorial Force.19. října 1912 obdržel pravidelné armádní pověření v Královském střeleckém sboru. Během služby v první světové válce byl 15. listopadu 1914 povýšen na dočasného poručíka, 30. dubna 1915 na poručíka a 14. září 1916 na kapitána.
Dne 7. dubna 1918 byl zařazen na seznam polovičního platu „z důvodu špatného zdravotního stavu, kterým se nakazil v aktivní službě." Od 23. července téhož roku do 6. ledna následujícího roku sloužil jako mimořádný pobočník ve štábu ministerstva války. 14. dubna 1920 se vzdal svého pověření; na zvláštní žádost svého bratrance Jiřího V. mu byla udělena čestná hodnost majora.

## Zřeknutí se titulů
Během první světové války vedly protiněmecké nálady ve Spojeném království Leopoldova bratrance Jiřího V. ke změně názvu královského rodu z rodu Sasko-Kobursko-Gothajského na anglicky znějící rod Windsorů. Král se také zřekl všech německých titulů pro sebe i všechny členy britské královské rodiny, kteří byli britskými občany.
V reakci na to se Leopold na základě královského dekretu ze 14. července 1917 zřekl titulu prince z Battenbergu a stylu Jeho Výsost a stal se sirem Leopoldem Mountbattenem. Na základě dalšího příkazu ze září 1917 se stal lordem Leopoldem Mountbattenem.

## Smrt
Lord Leopold zemřel 23. dubna 1922 (ve věku 32 let) při operaci kyčle. Po původním uložení do královské hrobky v kapli svatého Jiří na hradě Windsor byl spolu se svým bratrem Mauricem pohřben na královském pohřebišti ve Frogmore. Pamětní deska je umístěna v katedrále ve Winchesteru.

## Vývod z předků
|                     |                                      |  |                                      |                                      |  |  |  |  |  |  |  | Ludvík I. Hesensko-Darmstadtský |
|                     |                                      |  |                                      |                                      |  |  |  |  |  |  |  |                                 |
|                     | Ludvík II. Hesenský                  |  |                                      |                                      |  |  |  |  |  |  |  |                                 |
|                     |                                      |  |                                      |                                      |  |  |  |  |  |  |  |                                 |
|                     |                                      |  |                                      | Luisa Hesensko-Darmstadtská          |  |  |  |  |  |  |  |                                 |
|                     |                                      |  |                                      |                                      |  |  |  |  |  |  |  |                                 |
|                     | Alexandr Hesensko-Darmstadtský       |  |                                      |                                      |  |  |  |  |  |  |  |                                 |
|                     |                                      |  |                                      |                                      |  |  |  |  |  |  |  |                                 |
|                     |                                      |  |                                      | Karel Ludvík Bádenský                |  |  |  |  |  |  |  |                                 |
|                     |                                      |  |                                      |                                      |  |  |  |  |  |  |  |                                 |
|                     | Vilemína Luisa Bádenská              |  |                                      |                                      |  |  |  |  |  |  |  |                                 |
|                     |                                      |  |                                      |                                      |  |  |  |  |  |  |  |                                 |
|                     |                                      |  |                                      | Amálie Hesensko-Darmstadtská         |  |  |  |  |  |  |  |                                 |
|                     |                                      |  |                                      |                                      |  |  |  |  |  |  |  |                                 |
|                     | Jindřich z Battenbergu               |  |                                      |                                      |  |  |  |  |  |  |  |                                 |
|                     |                                      |  |                                      |                                      |  |  |  |  |  |  |  |                                 |
|                     |                                      |  |                                      | Friedrich Karel Emanuel Hauke        |  |  |  |  |  |  |  |                                 |
|                     |                                      |  |                                      |                                      |  |  |  |  |  |  |  |                                 |
|                     | Jan Mořic Hauke                      |  |                                      |                                      |  |  |  |  |  |  |  |                                 |
|                     |                                      |  |                                      |                                      |  |  |  |  |  |  |  |                                 |
|                     |                                      |  |                                      | Marie Salomé Schweppenhäuser         |  |  |  |  |  |  |  |                                 |
|                     |                                      |  |                                      |                                      |  |  |  |  |  |  |  |                                 |
|                     | Julie von Hauke                      |  |                                      |                                      |  |  |  |  |  |  |  |                                 |
|                     |                                      |  |                                      |                                      |  |  |  |  |  |  |  |                                 |
|                     |                                      |  |                                      | František Leopold Lafontaine         |  |  |  |  |  |  |  |                                 |
|                     |                                      |  |                                      |                                      |  |  |  |  |  |  |  |                                 |
|                     | Žofie Lafontaine                     |  |                                      |                                      |  |  |  |  |  |  |  |                                 |
|                     |                                      |  |                                      |                                      |  |  |  |  |  |  |  |                                 |
|                     |                                      |  |                                      | Marie Terezie Kornély                |  |  |  |  |  |  |  |                                 |
|                     |                                      |  |                                      |                                      |  |  |  |  |  |  |  |                                 |
| Leopold Mountbatten |                                      |  |                                      |                                      |  |  |  |  |  |  |  |                                 |
|                     |                                      |  |                                      |                                      |  |  |  |  |  |  |  |                                 |
|                     |                                      |  | František Sasko-Kobursko-Saalfeldský |                                      |  |  |  |  |  |  |  |                                 |
|                     |                                      |  |                                      |                                      |  |  |  |  |  |  |  |                                 |
|                     | Arnošt I. Sasko-Kobursko-Saalfeldský |  |                                      |                                      |  |  |  |  |  |  |  |                                 |
|                     |                                      |  |                                      |                                      |  |  |  |  |  |  |  |                                 |
|                     |                                      |  |                                      | Augusta Reuss Ebersdorf              |  |  |  |  |  |  |  |                                 |
|                     |                                      |  |                                      |                                      |  |  |  |  |  |  |  |                                 |
|                     | Albert Sasko-Kobursko-Gothajský      |  |                                      |                                      |  |  |  |  |  |  |  |                                 |
|                     |                                      |  |                                      |                                      |  |  |  |  |  |  |  |                                 |
|                     |                                      |  |                                      | Augustus Sasko-Gothajsko-Altenburský |  |  |  |  |  |  |  |                                 |
|                     |                                      |  |                                      |                                      |  |  |  |  |  |  |  |                                 |
|                     | Luisa Sasko-Gothajsko-Altenburská    |  |                                      |                                      |  |  |  |  |  |  |  |                                 |
|                     |                                      |  |                                      |                                      |  |  |  |  |  |  |  |                                 |
|                     |                                      |  |                                      | Luisa Šarlota Meklenbursko-Zvěřínská |  |  |  |  |  |  |  |                                 |
|                     |                                      |  |                                      |                                      |  |  |  |  |  |  |  |                                 |
|                     | Beatrix Sasko-Koburská               |  |                                      |                                      |  |  |  |  |  |  |  |                                 |
|                     |                                      |  |                                      |                                      |  |  |  |  |  |  |  |                                 |
|                     |                                      |  |                                      | Jiří III.                            |  |  |  |  |  |  |  |                                 |
|                     |                                      |  |                                      |                                      |  |  |  |  |  |  |  |                                 |
|                     | Eduard August Hannoverský            |  |                                      |                                      |  |  |  |  |  |  |  |                                 |
|                     |                                      |  |                                      |                                      |  |  |  |  |  |  |  |                                 |
|                     |                                      |  |                                      | Šarlota Meklenbursko-Střelická       |  |  |  |  |  |  |  |                                 |
|                     |                                      |  |                                      |                                      |  |  |  |  |  |  |  |                                 |
|                     | královna Viktorie                    |  |                                      |                                      |  |  |  |  |  |  |  |                                 |
|                     |                                      |  |                                      |                                      |  |  |  |  |  |  |  |                                 |
|                     |                                      |  |                                      | František Sasko-Kobursko-Saalfeldský |  |  |  |  |  |  |  |                                 |
|                     |                                      |  |                                      |                                      |  |  |  |  |  |  |  |                                 |
|                     | Viktorie Sasko-Kobursko-Saalfeldská  |  |                                      |                                      |  |  |  |  |  |  |  |                                 |
|                     |                                      |  |                                      |                                      |  |  |  |  |  |  |  |                                 |
|                     |                                      |  |                                      | Augusta Reuss Ebersdorf              |  |  |  |  |  |  |  |                                 |
|                     |                                      |  |                                      |                                      |  |  |  |  |  |  |  |                                 |